# Andrea Duro
Andrea Duro Flores mais conhecida por Andrea Duro (Fuenlabrada, 14 de outubro de 1991) é uma atriz espanhola. mais conhecida por interpretar a protagonista Yolanda "Yoli" Freire Carballar em Física o química.

## Biografia
Andrea Duro realizou seus estudos de interpretação no estúdio de Juan Carlos Corazza, além de cursos de interpretação com Lorena García e em "El Almadén". Começou sua carreira na série televisa Cuéstion de sexo, até quem 2008 dê o salto à fama com seu papel de "Yoli" na série Física o química, onde atuou até 2011 durante as sete temporadas que durou a série.
Em 2010 participou no filme de romance Tres metros sobre el cielo interpretando um Mara.
Em 2012 ela atuou na telenovela da Antena 3, El secreto de Puente Viejo interpretando Enriqueta. Também esse ano estréia o filme Promoción Fantasma junto a Raúl Arévalo, Anna Castillo entre outros.
Em 2013 participou em um episódio da série Gran Hotel. E o filme Al final todos mueren interpretando Diana.
Em seguida ela entrou para o elenco da novela Amar es para siempre da Antena 3, interpretando Lucía. Participou da adaptação espanhola de Perdona si te llamo amor de Federico Moccia e o filme Por un puñado de besos, junto a Martiño Rivas e Ana de Armas.Esse ano participou também da minissérie da Telecinco El Rey interpretando a Carmen Martínez-Bordiu. Junto a Joel Bosqued protagonizou o videoclipe da música Perdona si te llamo amor do grupo Maldita Nerea.
No ano de 2015, interpretou Nuria Atiza na primeira temporada da série Olmos y Robles da TVE. Também neste ano estrelou o filme Los miércoles no existen, uma comédia musical baseada na obra de teatro do mesmo número junto a Eduardo Noriega e Alexandra Jiménez.
Em 2016, gravou a série Pérdoname Señor para Telecinco, uma mini-série de oito capítulos junto a Paz Vega e Jesus Castro. Também fez um cameo na série de grande audiência, La que se avecina, da Telecinco.
Para 2017, está previsto que estrela a série La catedral del mar que se encontra atualmente em período de gravação.

## Filmografia

### Televisão
| Ano           | Título                     | Personagem                      | Notas         | Emissora  |
| ------------- | -------------------------- | ------------------------------- | ------------- | --------- |
| 2007          | Cuestión de sexo           | Berta                           | 2 episodios   | Cuatro    |
| 2008 - 2011   | Física o química           | Yolanda "Yoli" Freire Carballar | 77 episodios  | Antena 3  |
| 2010          | Los protegidos             | Yolanda "Yoli" Freire Carballar | 1 episodio    | Antena 3  |
| 2010          | Actrices                   | Ella Misma                      | 1 episodio    | Canal +   |
| 2012          | El secreto de Puente Viejo | Enriqueta                       | 33 episodios  | Antena 3  |
| 2012          | El Día Cero                | Desconocido                     | Piloto        |           |
| 2013          | Gran Hotel                 | Celia Velledur                  | 1 episodio    | Antena 3  |
| 2013          | España en serie            | Ella misma                      | 1 episodio    | Canal +   |
| 2014 - 2015   | Amar es para siempre       | Lucía Barbate Mínguez           | 240 episodios | Antena 3  |
| 2014          | Víctor Ros                 | Nuria                           | 1 episodio    | La 1      |
| 2014          | El Rey                     | Carmen Martínez-Bordiú          | 1 episodio    | Telecinco |
| 2015          | Olmos y Robles             | Nuria Atiza                     | 7 episodios   | La 1      |
| 2016          | La que se avecina          | Andrea                          | 1 episodio    | Telecinco |
| 2016          | Paquita Salas              | Ella misma                      | 2 episodios   | Neox      |
| 2016          | Perdóname Señor            | Claudia                         | ¿? episodios  | Telecinco |
| 2017-presente | La catedral del mar        | Aledis Segura                   | 6 episodios   | Antena 3  |

### Cine
| Ano  | Título                       | Personagem      |
| ---- | ---------------------------- | --------------- |
| 2010 | Tres metros sobre el cielo   | Mara            |
| 2011 | Juan de los Muertos          | Camila          |
| 2012 | Promoción fantasma           | Mariví Herrera  |
| 2013 | Al final todos mueren        | Diana           |
| 2013 | Pixel Theory                 | Saori Santana   |
| 2014 | En apatía: secuelas del odio | Amiga de Víctor |
| 2014 | Por un puñado de besos       | Marta           |
| 2014 | Yo crecí en los 80           | Desconocido     |
| 2014 | Perdona si te llamo amor     | Olivia "Oli"    |
| 2014 | Los amigos raros             | Paloma          |
| 2015 | Los miércoles no existen     | Paula           |
| 2016 | Pasaje al amanecer           | Clara           |
| 2021 | Xtremo (Netflix)             | Maria           |

### Curta
| Ano  | Título           | Personagem |
| ---- | ---------------- | ---------- |
| 2012 | Mogollón de daño | Ángela     |
| 2013 | La Llorona       | Paz        |
| 2013 | La visita        |            |

### Vídeos-clipes
- Redes, de Pez Limón (2013)
- Perdona si te llamo amor, de Maldita Nerea (2014)
- Caída Libre, de Zahara (2016)

## Prêmios e indicações
- Premio Kapital a mejor actriz revelación por su papel de Mara en Tres metros sobre el cielo (2011)
- Premio Magazine Estrella a mejor actriz de televisión nacional por su papel de "Yoli" en Física o Química (2011)
- Premio Un Futuro de Película en el Certamen Audiovisual de Cabra16 (2014)

## Vida pessoal
Desde 2011, ela manteve um relacionamento com o ator Joel Bosqued. O casal se separou em 2014. 